# Свиридова, Александра Александровна
Александра Александровна Свиридова (род. 1951) — советский, российский и американский писатель, журналист и сценарист. Лауреат премии Марка Алданова за повесть «Вдох рыбы на горе» (2009).

## Биография
Александра Свиридова родилась в Херсоне. В 1976 году, обучаясь у Василия Соловьёва, она окончила ВГИК и начала работать сценаристом на телевидении.
В 1993 году Свиридова уехала из постсоветской России в Америку вместе со своим сыном Львом Свиридовым, который позднее получил стипендию Родса, будучи студентом Городского колледжа Нью-Йорка. Она написала сценарии примерно к 20 фильмам и более 500 эссе. Исполнительница роли Тони Жуковой в военной драме «В небе «ночные ведьмы».
Перед отъездом из России она написала сценарий и была сорежиссёром (с Андреем Ерастовым) русскоязычного фильма «Варлам Шаламов. Несколько моих жизней» (1991).
Автор сценария к короткометражному анимационному фильму «История одной куклы» Бориса Аблымина о нацистском концлагере Освенцим. Он получил главную награду XXII Краковского международного кинофестиваля короткометражного кино «Серебряный дракон». «Этот вдохновляющий фильм, в котором используется стоп-кадры, является одним из самых увлекательных фильмов о Холокосте, когда-либо созданных», как написала Патрисия Коваль из Los Angeles View в 1996 году.
Она также продюсировала двенадцать одночасовых шоу для российского телевидения под названием «Совершенно секретно». Они касались таких тем, как личные письма и рукописи Бориса Пастернака, которые хранились в КГБ в течение тридцати лет, секретные файлы ЦК по чернобыльской катастрофе 1986 года, и бывшие агенты КГБ, которые служили советниками президента Ельцина или находились в других высших эшелонах власти.
В течение нескольких лет Свиридова сотрудничала с Фондом визуальной истории «Шоа», основатель и председатель которого Стивен Спилберг. Она ушла в знак протеста, когда деятельность организации отошла от изначально поставленной цели: записать свидетельства всех оставшихся в живых жертв Холокоста (работа была остановлена после сбора около 55 000 интервью, 25 000 писем с извинениями отправлены людям, оставшимся незарегистрированными).
В 2004 году Свиридова, среди прочих журналистов, утверждала что, находясь в Соединённых Штатах, не могла писать по-настоящему независимо. В качестве примера она сказала, что её интервью с правозащитниками, такими как Елена Боннэр, подверглись цензуре.